# Pittsboro (Indiana)
Pittsboro – miasto w Stanach Zjednoczonych, w stanie Indiana, w hrabstwie Hendricks.